# Chaetodon ornatissimus

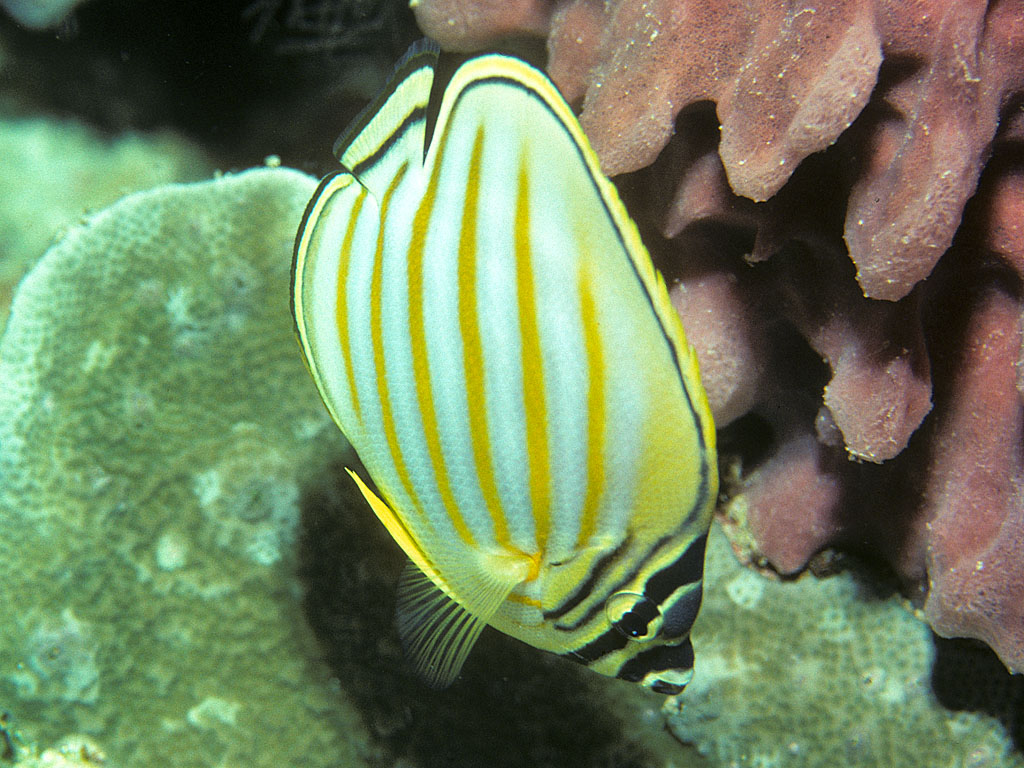
En Pulau Sipadan, Malasia.

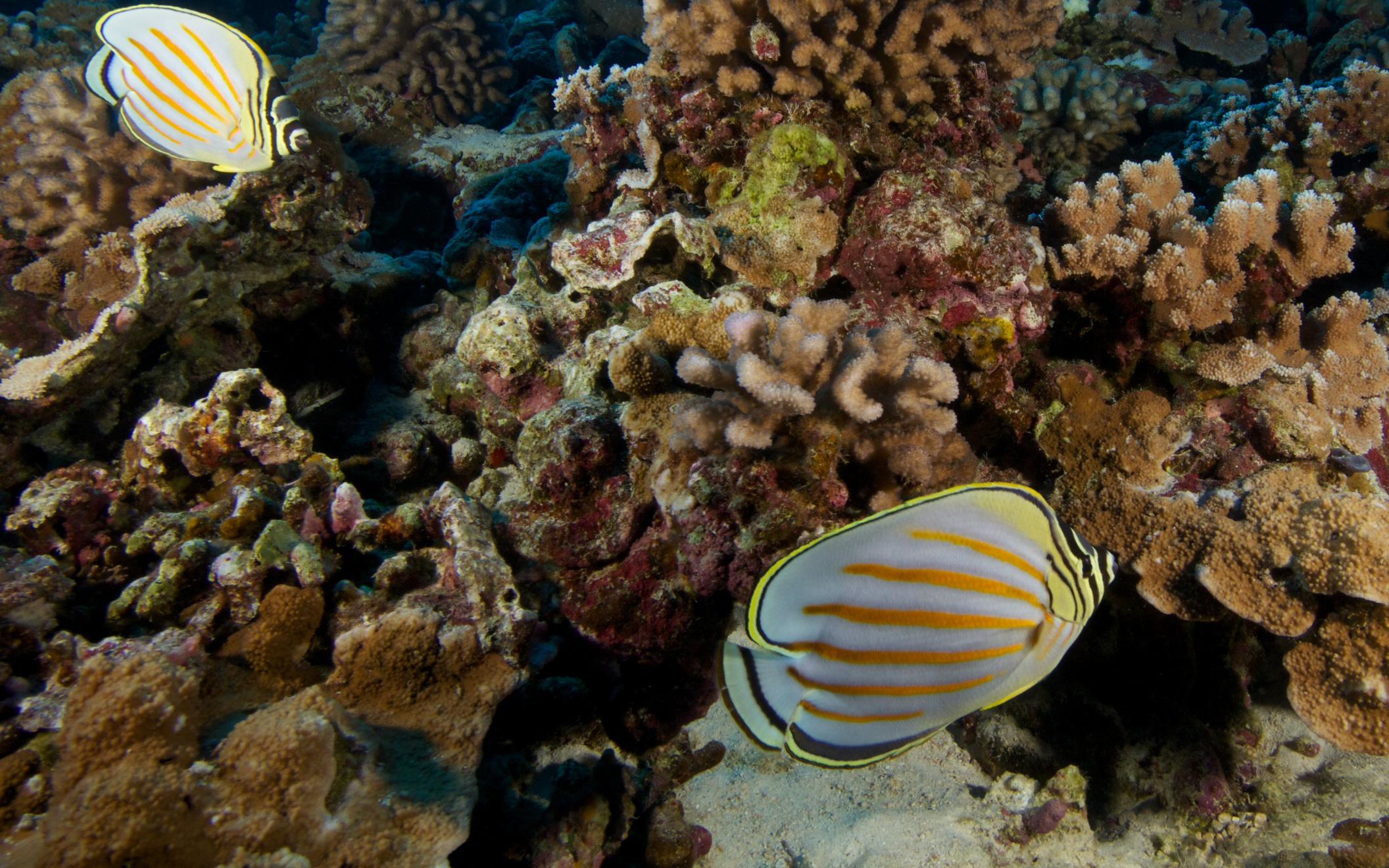
Alimentándose en un arrecife de isla Molokini, Hawái

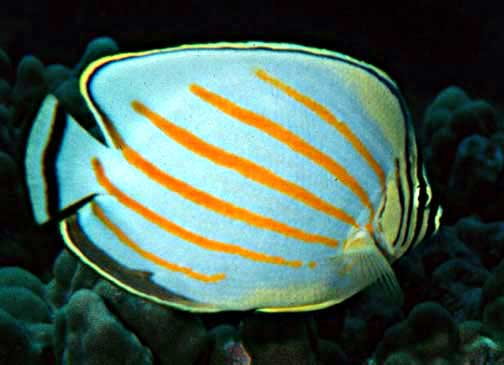

El pez mariposa adornado (Chaetodon ornatissimus) es una especie de peces de la familia Chaetodontidae en el orden de los Perciformes. 
Su nombre común más popular en inglés es Ornate butterflyfish, o pez mariposa adornado.
Es una especie generalmente común en su área de distribución, aunque sus poblaciones dependen de la salud de los arrecifes, ya que se alimenta exclusivamente de pólipos de corales.

## Morfología
Posee la morfología típica de su familia, cuerpo ovalado y comprimido lateralmente. 
La coloración base del cuerpo y las aletas dorsal, anal y caudal es blanca, con un margen amarillo en estas aletas y una fina línea negra bajo el margen amarillo de la aleta dorsal. Seis líneas anaranjadas paralelas atraviesan el cuerpo diagonalmente. La cabeza es amarilla, con dos líneas negras atravesándola verticalmente, y otras dos, más finas, paralelas a las primeras y situadas sobre el opérculo branquial. La boca es negra. Las aletas pectorales son transparentes y las pélvicas son amarillas. Las aletas caudal y anal tienen una franja paralela a los márgenes en color negro.
Tiene 12-13 espinas dorsales, entre 24 y 28 radios blandos dorsales, 3 espinas anales, y entre 20 y 23 radios blandos anales.
Alcanza los 20 cm de largo.

## Hábitat y distribución
Especie asociada a arrecifes, tanto en laderas exteriores, como en lagunas con rico crecimiento coralino, siendo común solamente en las primeras. Normalmente, a los adultos se les ve en parejas territoriales, mientras que los juveniles son solitarios y se refugian entre las ramas de los corales duros.
Su rango de profundidad está entre 1 y 36 metros, aunque se registran hasta a 53 m de profundidad, y a temperaturas entre 22.49 y 29.21 °C.
Se distribuye ampliamente en aguas tropicales del océano Indo-Pacífico, desde Seychelles y Maldivas hasta Hawái, siendo las poblaciones de los dos primeros casos producto de individuos migrantes. Es especie nativa de Australia; Bangladés; Birmania; Cocos; Islas Cook; Filipinas; Fiyi; Hawái; Guam; Hong Kong; India (Is. Andaman, Is. Nicobar); Indonesia; Japón; isla Johnston; Kiribati (Is. Phoenix); Malasia; Islas Marianas del Norte; Islas Marshall; Micronesia; Nauru; Isla Navidad; Niue; Nueva Caledonia; Palaos; Papúa Nueva Guinea; Pitcairn; Polinesia; Islas Salomón; Samoa; Singapur; Sri Lanka; Taiwán; Tokelau; Tonga; Tuvalu; Vanuatu; Vietnam; isla Wake y Wallis y Futuna.

## Alimentación
Se alimenta exclusivamente de pólipos de corales. Es una especie única entre los peces mariposa comedores de coral, ya que tiende a alimentarse del mucus, más que del tejido coralino.

## Reproducción
Son dioicos, o de sexos separados, ovíparos, y de fertilización externa. El desove sucede en grupos antes del anochecer. Forman parejas durante la maduración, y durante el ciclo reproductivo, pero no protegen sus huevos y crías después del desove.